# Іванівська сільська рада (Сакський район)
Іва́нівська сільська́ ра́да — адміністративно-територіальна одиниця та орган місцевого самоврядування в Сакському районі Автономної Республіки Крим. Адміністративний центр — село Іванівка.

## Загальні відомості
- Населення ради: 2 246 осіб (станом на 2001 рік)

## Населені пункти
Сільській раді були підпорядковані населені пункти:
- с. Іванівка
- с. Жайворонки

## Склад ради
Рада складалася з 16 депутатів та голови.
- Голова ради: Кучеренко Роман Сергійович
- Секретар ради: Таїрова Шафіке Юсуфівна

### Керівний склад попередніх скликань
| Прізвище, ім'я, по батькові | Основні відомості                                                         | Дата обрання | Дата звільнення |
| --------------------------- | ------------------------------------------------------------------------- | ------------ | --------------- |
| Кучеренко Роман Сергійович  | Сільський голова, 1965 року народження, освіта вища, безпартійний         | 26.03.2006   | 31.10.2010      |
| Кучеренко Роман Сергійович  | Сільський голова, 1965 року народження, освіта вища, член Партії регіонів | 31.10.2010   |                 |

Примітка: таблиця складена за даними сайту Верховної Ради України

### Депутати
За результатами місцевих виборів 2010 року депутатами ради стали:

#### За суб'єктами висування
| Суб'єкт висування | Кількість обраних депутатів | %    |
| ----------------- | --------------------------- | ---- |
| Партія регіонів   | 9                           | 56,3 |
| Самовисування     | 7                           | 43,8 |

#### За округами
| № округу        | Прізвище, ім'я, по батькові    | Дата визнання обраним | Освіта             | Партійна приналежність | Відомості про обраного депутата                                 |
| --------------- | ------------------------------ | --------------------- | ------------------ | ---------------------- | --------------------------------------------------------------- |
| Партія регіонів |                                |                       |                    |                        |                                                                 |
| 3               | Пострелова Олена Олексіївна    | 31.10.2010            | вища               | член Партії регіонів   | Іванівська сільська рада, секретар                              |
| 5               | Дем'янова Катерина Миколаївна  | 31.10.2010            | вища               | член Партії регіонів   | Сакський районний терцентр ОСБР с. Іванівка, технічний робітник |
| 7               | Чебикіна Тетяна Сергіївна      | 31.10.2010            | середня            | член Партії регіонів   | Іванівська сільська рада, прибиральниця                         |
| 10              | Патласова Ольга Миколаївна     | 31.10.2010            | середня спеціальна | член Партії регіонів   | санаторій ім. Пірогова, молодша медсестра                       |
| 11              | Захаренко Ганна Олександрівна  | 31.10.2010            | вища               | член Партії регіонів   | приватний підприємець                                           |
| 12              | Кузнецова Лариса Іванівна      | 31.10.2010            | вища               | позапартійна           | тимчасово не працює                                             |
| 14              | Крищук Тетяна Миколаївна       | 31.10.2010            | вища               | член Партії регіонів   | тимчасово не працює                                             |
| 15              | Терещенко Сергій Миколайович   | 31.10.2010            | середня спеціальна | член Партії регіонів   | Іванівська загальноосвітня школа, оператор                      |
| 16              | Таірова Шефіка Юсупівна        | 31.10.2010            | середня            | член Партії регіонів   | Межгірний гідровузол, с. Жайворонки, озеленювач                 |
| Самовисування   |                                |                       |                    |                        |                                                                 |
| 1               | Емінова Лутфіє Рустамівна      | 31.10.2010            | вища               | позапартійна           | Іванівська загальноосвітня школа, викладач                      |
| 2               | Сейтхалілов Сейран Серверович  | 31.10.2010            | вища               | позапартійний          | приватний підприємець                                           |
| 4               | Яковенко Маргарита Борисівна   | 01.12.2013            | середня            | позапартійна           | Іванівська ЗОШ І-ІІІ ст., прибиральниця                         |
| 6               | Яровенко Олексій Борисович     | 14.11.2010            | вища               | позапартійний          | пенсіонер                                                       |
| 8               | Лозенко Геннадій Григорович    | 31.10.2010            | вища               | позапартійний          | ПП «Алтади», головний інженер                                   |
| 9               | Кучеренко Людмила Михайлівна   | 31.10.2010            | вища               | позапартійна           | Ощадбанк, касир                                                 |
| 13              | Берегуліна Надія В'ячеславівна | 31.10.2010            | середня спеціальна | позапартійна           | ПП «Захаренко», продавець                                       |